# Musefugle
Musefugle (latin: Coliiformes) er en fugleorden med blot seks arter alle i familien Coliidae. Ordenens fugle findes kun i Afrika syd for Sahara og er dermed den eneste fugleorden begrænset til dette kontinent.
Musefuglenes tæer er unikke idet de to yderste tæer kan vendes og derved både pege fremad og tilbage. Musefuglene har fået deres navn pga. fuglenes evne til at løbe ligesom gnavere.

## Klassifikation
- Orden Musefugle Coliiformes
  - Familie Coliidae
    - Slægt Colius, 4 arter
      - Art Brun musefugl Colius striatus
      - Art Hvidhovedet musefugl Colius leucocephalus
      - Art Rødrygget musefugl Colius castanotus
      - Art Hvidrygget musefugl Colius colius

    - Slægt Urocolius, 2 arter
      - Art Blånakket musefugl Urocolius macrourus
      - Art Brillemusefugl Urocolius indicus